# Уголини, Джузеппе
Джузеппе Уголини (итал. Giuseppe Ugolini; 6 января 1783, Мачерата, Папская область — 19 декабря 1867, Рим, Папская область) — итальянский куриальный кардинал, доктор обоих прав. Кардинал-дьякон с 12 февраля 1838, с титулярной диаконией Сан-Джорджо-ин-Велабро с 15 февраля по 13 сентября 1838. Кардинал-дьякон с титулярной диаконией Сант-Адриано-аль-Форо с 13 сентября 1838 по 17 декабря 1855. Кардинал-дьякон с титулярной диаконией Санта-Мария-ин-Козмедин с 17 декабря 1855 по 15 марта 1858, in commendam с 15 марта 1858. Кардинал-протодьякон с 12 февраля 1858. Кардинал-дьякон с титулярной диаконией Санта-Мария-ин-Виа-Лата с 15 марта 1858. 